# Urobotrya sparsiflora
Urobotrya sparsiflora là một loài thực vật có hoa trong họ Opiliaceae. Loài này được (Engl.) Hiepko miêu tả khoa học đầu tiên năm 1971.